# Cardanus (månekrater)
Cardanus er et nedslagskrater på Månen. Det befinder sig på den vestlige del af Månens forside i den vestlige del af maret Oceanus Procellarum. På grund af dets placering får perspektivisk forkortning Cardanus til at synes ovalt, når det ses fra Jorden, og det ses næsten helt fra siden. Det er opkaldt efter den italienske matematiker, læge og astrolog Gerolamo Cardanus (1501 – 1576).
Navnet blev officielt tildelt af den Internationale Astronomiske Union (IAU) i 1935. 

## Omgivelser
Cardanuskrateret er specielt på grund af kraterkæden Catena Krafft, som forbinder dets nordlige rand med Krafftkrateret mod nord. Mod sydvest ligger rillen Rima Cardanus, der er en kløft i maret, som i det store og hele følger en nordøstlig retning. Mod sydøst og på den anden side af rillen ligger det lille Galilaeikrater. Sydvest for Cardanus ligger Olberskrateret.

## Karakteristika
Den ydre rand har en skarp kant og er noget irregulær, med en bakket ydre vold og terrasser langs dele af den indre kratervæg. Kraterbunden har adskillige småkratere i sin overflade og en lav højderyg nær kraterets midte. Bundens overflade er noget irregulær mod sydvest, men uden særlige landskabstræk andre steder.

## Satellitkratere
De kratere, som kaldes satellitter, er små kratere beliggende i eller nær hovedkrateret. Deres dannelse er sædvanligvis sket uafhængigt af dette, men de får samme navn som hovedkrateret med tilføjelse af et stort bogstav. På kort over Månen er det en konvention at identificere dem ved at placere dette bogstav på den side af satellitkraterets midte, som ligger nærmest hovedkrateret. Cardanuskrateret har følgende satellitkratere:
| Cardanus | Længde  | Bredde  | Diameter |
| -------- | ------- | ------- | -------- |
| B        | 11,4° N | 73,8° V | 13 km    |
| C        | 11,3° N | 76,2° V | 14 km    |
| E        | 12,7° N | 70,7° V | 6 km     |
| G        | 11,5° N | 74,9° V | 8 km     |
| K        | 14,2° N | 76,8° V | 8 km     |
| M        | 14,9° N | 77,1° V | 9 km     |
| R        | 12,3° N | 73,4° V | 21 km    |

## Måneatlas
- Billeder af Cardanuskrateret i LPI-måneatlasset